# Манчестер (Нью-Гэмпшир)
Ма́нчестер (англ. Manchester) — город в США, самый крупный город штата Нью-Гэмпшир. Расположен на берегу реки Мерримак. По данным переписи 2000 года население составляло 107 219 человек, по предварительным данным 2010 года население составляет 109 565 человек. По данным переписи 2020 года, население города составляло 115 644 человека.

## История

### Ранние годы
Коренной народ данной местности Пеннакуки называли водопады Амоскиг на реке Мерримак, район, который стал сердцем Манчестера, — Намаоскиг, что означает «хорошее место для рыбалки».
В 1722 году Джон Гофф III поселился рядом с ручьём Кохас, позже построив плотину и лесопилку там, откуда происходит первое название городка, — «Городок Старого Гарри» (англ. Old Harry’s Town). Позднее был переименован в Тингстаун (англ. Tyngstown) в честь капитана Уильяма Тинга, уроженца Манчестера, героя войны королевы Анны.
После попытки отделения Нью-Гэмпшира от Массачусетса в 1741 году у города отобрали название героя, передав его соседнему поселению в штате Мэн Уилтону, в результате чего в 1751 году губернатор Беннинг Вентворт переименовал город в «Деррифилд» (англ. Derryfield) —, название, которое сохранилось в именованнии Деррифилд-парка, загородном клубе Деррифилда и частной школе Деррифилд.

### Становление Манчестера
В 1807 году Сэмюэл Блоджет открыл канал и систему шлюзов, чтобы позволить обходить судам водопад,как часть инфраструктурной сети, развивающейся для связи этого района с Бостоном. Он хотел видеть Манчестер как крупный промышленный центр, «Манчестер Америки», по отношению к Манчестеру в Великобритании, находившемуся в то время на переднем крае промышленной революции. 

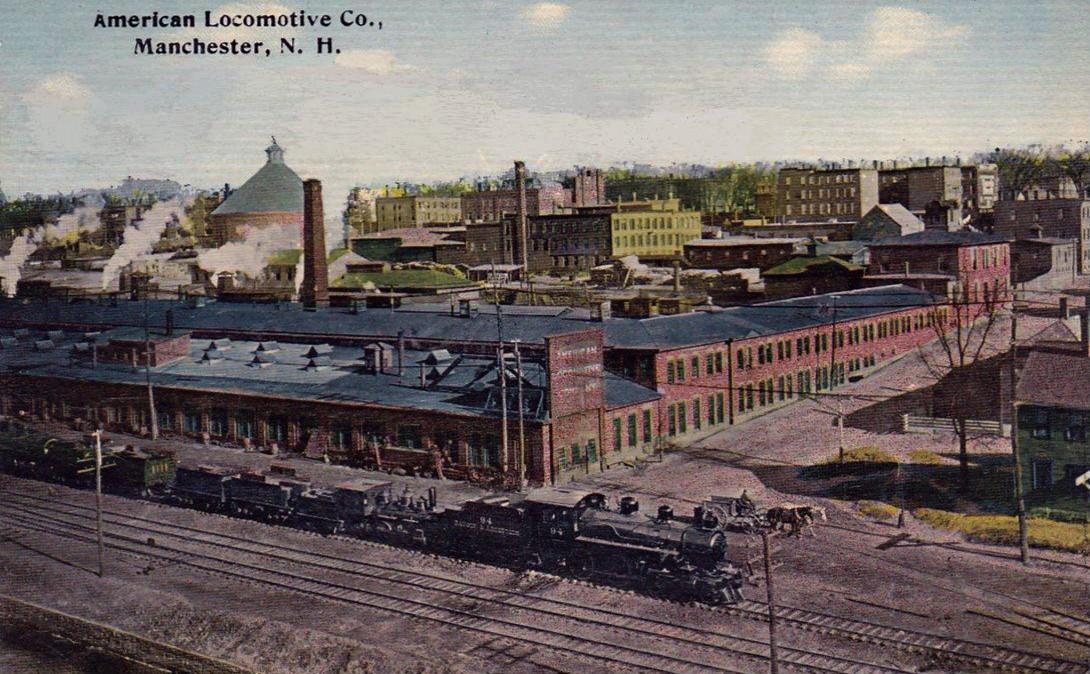
Манчестерский локомотивный завод (1912)

В 1809 году Бенджамин Причард и другие построили хлопкопрядильную фабрику с водяным приводом на западном берегу Мерримака. Очевидно, следуя предложению Блоджетта, Деррифилд в 1810 году был переименован в Манчестер, в тот год, когда фирма была зарегистрирована под наименованием «Amoskeag Cotton & Woolen Manufacturing Company». Позднее она была приобретена в 1825 году предпринимателями из Массачусетса, расширена до трех заводов в 1826 году, а затем зарегистрирована в 1831 году как «Производственная компания Амоскиг» (англ. The Amoskeag Manufacturing Company).
Инженеры и архитекторы Амоскига спроектировали типичный для США фабричный город компании на восточном берегу, основанный в 1838 году. Зарегистрирован в качестве города  в 1846 году, вскоре здесь разместилась одна из  крупнейших хлопчатобумажных фабрик в мире. Другие товары, производимые на предприятии, включали обувь, сигары и бумагу. Литейный завод Амоскига производил винтовки, швейные машины, текстильное оборудование, пожарные машины и локомотивы в подразделении, называемом локомотивным заводом Амоскига (позднее Манчестерский локомотивный завод). Быстрый рост заводов потребовал большого притока рабочих, что привело к потоку иммигрантов, особенно французских канадцев. Многие современные жители Манчестера являются потомками данных рабочих. В 1871 году на реке Мерримак была построена арочная плотина, которая  улучшила систему подачи воды на мельницу. К 1912 году производство тканых тканей на заводе достигло скорости производства 50 миль (80 км) в час.

### Великая депрессия
В 1922 году 17 000 рабочих двух крупнейших компаний города (Amoskeag и Stark Manufacturing Companies) объявили забастовку сроком на девять месяцев. Как вспоминал Томас Джефферсон Кулидж, главный исполнительный директор компании Amoskeag:
Я считал себя принадлежащим к высшему классу, и что принцип, согласно которому невежественные и бедные должны иметь такое же право издавать законы и управлять, как и образованные и утонченные, абсурдным
После забастовки текстильная промышленность начала медленно приходить в упадок, причем Великая депрессия особенно сильно ударила по городу, в результате чего одна из градообразующих компаний, Amoskeag, объявила о банкротстве в 1935 году. Во время наводнения 1936 года, которое нанесло сильные разрушения штатам Нью-Гэмпшир и Мэн, был полностью разрушен мост Макгрегора, а городским заводам и зданиям был нанесен ущерб в размере 2,5 миллиона долларов. После наводнения производственная компания Amoskeag после банкротства реорганизовалась в Amoskeag Industries, диверсифицировав свои производственные операции за счет новых отраслей промышленности на заводе.

### Вторая мировая война
Экономика Манчестера выиграла от Второй мировой войны, так как город уже был хорошо расположен и оснащен промышленностью для производства продукции военного времени.
3 октября 1940 году было объявлено, что аэродром Манчестера будет преобразован в авиабазу. Минобороны выделило 1,5 миллиона долларов на строительство. Американские военные гордились, что за короткий срок сумели из пустыря сделать авиабазу вместимостью до 2000 человек штатного состава. Также был открыт военный госпиталь на 125 коек, и полигон для обучения летного состава, недалеко от Нью-Бостона.
22 февраля 1941 года авиабаза была названа «Grenier Field» в честь Джина Гринье, летчика из Манчестера, погибшего в результате крушения самолёта A-12 Shrike в штате Юта..

### После войны
В 1950-х и 60-х годах в городе наблюдался спад производства, что привело к замораживанию многих мест на заводах.
В 1957 году на фабрике Arms Textile Mill вспыхнула эпидемия сибирской язвы, следствием которой являлось закрытие предприятия.
Неоднократно предпринимались попытки по восстановлению города. Так в августе 1977 года был открыт The Mall of New Hampshire, торговый центр. В это же время в Манчестере было построено несколько важных зданий, в том числе башня Брэди Салливана в 1970 году и Хэмпшир Плаза в 1972 году (самое высокое здание в Нью-Гэмпшире до 1994 года, позже переименованное в Брейди Салливан Плаза).

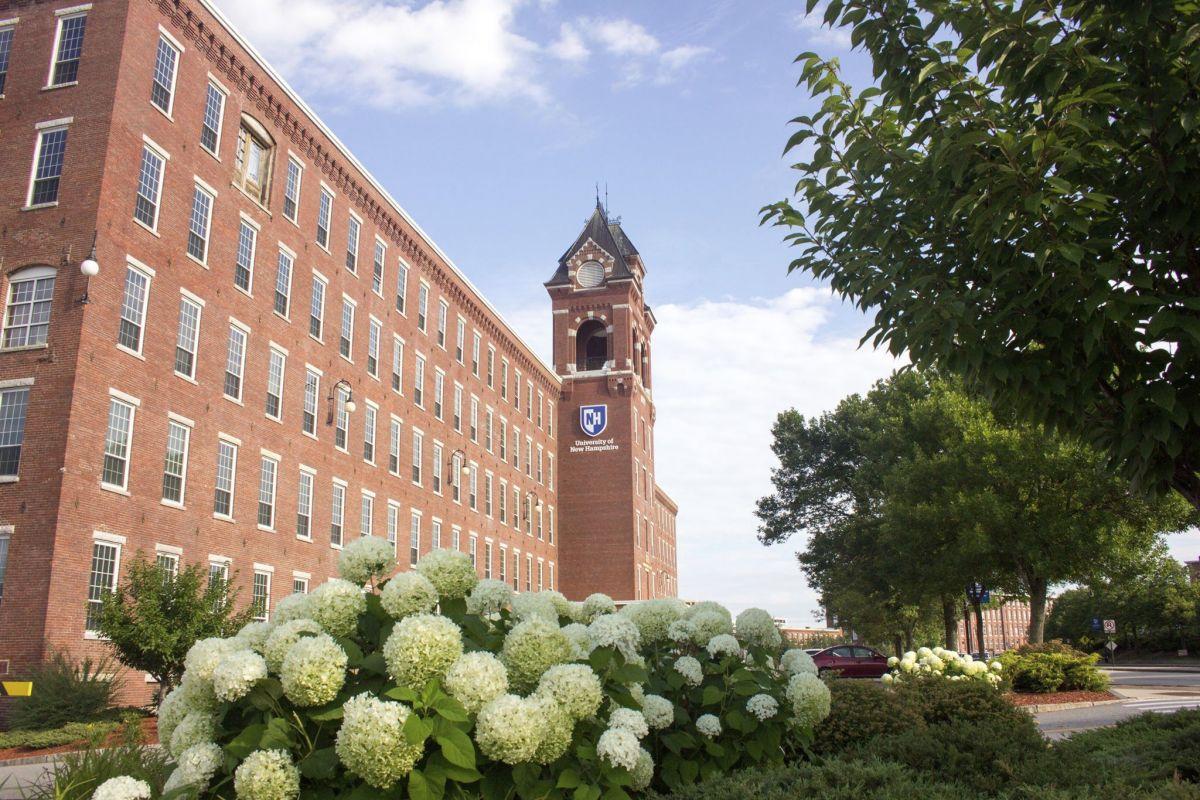
Кампус Университета Нью-Гэмпшир

В 1980 годах вырос новый интерес к Мельничному двору и центру города (англ. The Millyard). В это время Университет Нью-Гэмпшира в Манчестере открыл кампус на Мельярде, в помещении бывшей фабрики Pandora Mill, а изобретатель сегвея Дин Кеймен купил два старых здания мельницы, которые стали штаб-квартирой DEKA. Кеймен приобрёл больше зданий в 1984 и 1991 годах, стремясь превратить завод в высокотехнологичный центр для интеллектуального производства и офисов. Джон Мэдден, местный разработчик, и Кеймен работали над капитальным ремонтом Мельничного двора в 1980-х и начале 1990-х годов.

### Современность
Сити-Холл Плаза был построен в центре Манчестера в 1992 году и по сей день является самым высоким зданием в Нью-Гэмпшире и северной части Новой Англии. В 1991 году в городе начался экономический спад, поскольку федеральные регуляторы закрыли четыре крупных банка. Многие магазины и рестораны вдоль улицы Вязов в это время закрылись, так как пешеходное движение сократилось. На рубеже веков возобновившийся интерес к Мельничному двору привёл к буму в развитии и бизнесе.
Брэди Салливан, местный девелопер недвижимости, открыл свои первые апартаменты Millyard в 2013 году, помогая создать оживлённый завод и центр города, где работающие профессионалы могут жить, работать и играть.
В то время как многие города на северо-востоке Соединённых Штатов в последние десятилетия пришли в упадок, Манчестер продолжает неуклонно расти. Богатство мельничного городка XIX века оставило после себя одни из лучших викторианских коммерческих, муниципальных и жилых зданий в штате.

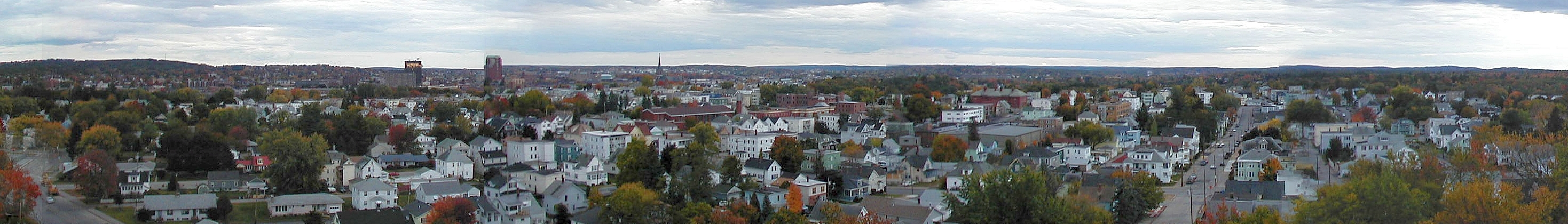
Вид на Западную сторону со скалы Риммон.

## География
Манчестер находится на юге центральной части Нью-Гэмпшира, в 18 милях (29 км) к югу от Конкорда, столицы штата, и на таком же расстоянии к северу от Нашуа, второго по величине города штата. Манчестер находится в 51 миле (82 км) к северо-северо-западу от Бостона, крупнейшего города Новой Англии.

По данным Бюро переписи населения Соединённых Штатов, общая площадь города составляет 35,0 квадратных миль (90,6 км2), из которых 33,1 квадратных мили (85,7 км2) занимают земли, а 1,9 квадратных мили (4,8 км2) — вода, что составляет 5,33% города. Через город протекает река Мерримак и её притоки река Пискатаквог и ручей Кохас. Озеро Массабезик находится на восточной границе. Самая высокая точка Манчестера — 570 футов (170 м) над уровнем моря — находится на вершине Веллингтон-Хилл.

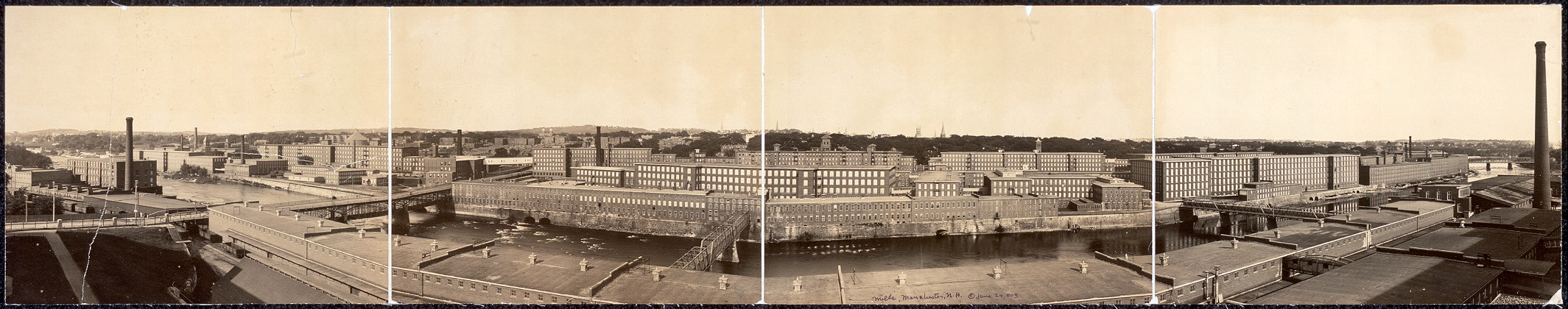
Хлопковый завод, Манчестер, 1903.

## Климат
В Манчестере большое количество осадков. По классификации Кёппена — влажный континентальный климат (индекс Dfb) с тёплым летом и равномерным увлажнением в течение года. По классификации Алисова — внутриконтинентальный климат умеренных широт. Климатическая зима длится с начала декабря до конца февраля, лето — с начала июня до конца сентября.
| Показатель                                                                | Янв. | Фев. | Март | Апр. | Май  | Июнь | Июль | Авг. | Сен. | Окт. | Нояб. | Дек. | Год  |
| ------------------------------------------------------------------------- | ---- | ---- | ---- | ---- | ---- | ---- | ---- | ---- | ---- | ---- | ----- | ---- | ---- |
| Абсолютный максимум, °C                                                   | 21   | 25   | 29   | 34   | 36   | 38   | 39   | 38   | 38   | 31   | 26    | 23   | 39   |
| Средний суточный максимум, °C                                             | 1,2  | 3,0  | 7,6  | 14,9 | 21,2 | 25,9 | 28,9 | 28,0 | 23,7 | 16,7 | 10,0  | 4,1  | 15,4 |
| Средняя температура, °C                                                   | −3,6 | −2,1 | 2,5  | 9,0  | 14,9 | 20,1 | 23,2 | 22,3 | 17,9 | 11,2 | 5,3   | −0,3 | 10,1 |
| Средний суточный минимум, °C                                              | −8,3 | −7,2 | −2,6 | 3,1  | 8,7  | 14,2 | 17,6 | 16,7 | 12,3 | 5,7  | 0,5   | −4,7 | 4,7  |
| Абсолютный минимум, °C                                                    | −32  | −34  | −28  | −11  | −4   | 1    | 2    | 4    | −2   | −11  | −16   | −29  | −34  |
| Среднее число дней с осадками                                             | 10   | 10   | 11   | 11   | 12   | 13   | 11   | 10   | 9    | 11   | 10    | 11   | 130  |
| Норма осадков, мм                                                         | 62   | 69   | 88   | 85   | 86   | 103  | 84   | 85   | 94   | 99   | 88    | 84   | 1026 |
| Источник: Национальное управление океанических и атмосферных исследований |      |      |      |      |      |      |      |      |      |      |       |      |      |

## Демография
Город является центром столичной области Манчестер, Нью-Гэмпшир, Новая Англия (НЕКТА, Массачусетс), население которой по данным переписи 2010 года составляло 109 565 человек. По данным переписи 2020 года, население города составляло 115 644 человек. В столичном районе Манчестер-Нашуа, численность населения которого, по оценкам, в 2015 году составляла 406 678 человек, проживает почти треть населения Нью-Гэмпшира.
По данным переписи 2010 года в городе проживало 109 565 жителей, 45 766 домашних хозяйств и 26 066 семей. Плотность населения составляла 3320,2 человека на квадратную милю (1281,5/км2). Насчитывалось 49 288 единиц жилья со средней плотностью 1493,6 на квадратную милю (576,5/км2). Расовый состав города составлял 86,1% белых, 4,1% чернокожих или афроамериканцев, 0,30% коренных американцев, 3,7% азиатов, 0,1% жителей Тихоокеанских островов, 3,1% представителей какой-либо другой расы и 2,7% представителей двух или более рас. Испаноязычные или латиноамериканцы любой расы составляли 8,1% населения. Белые не испаноязычные составляли 82,0% населения. По сравнению с 98,0% в 1980 году.
В 2011 году крупнейшими группами по происхождению среди населения города были: французы и франко-канадцы (23,9%), ирландцы (19,5%), англичане (9,9%), немцы (8,6%) и итальянцы (8,1%).
По данным переписи 2010 года, насчитывалось 45 766 домашних хозяйств, из которых в 26,4% с ними проживали дети в возрасте до 18 лет, 38,4% представляли собой совместно проживающие супружеские пары, в 13,1% домохозяйств проживали женщины без мужа и 43,0% не имели семей. Из всех домохозяйств 32,4% состояли из отдельных лиц, а в 9,8% проживали одинокие люди в возрасте 65 лет и старше. Средний размер домохозяйства составлял 2,34 человека, а средний размер семьи - 2,99 человека.
В городе было распределено население: 21,6% в возрасте до 18 лет, 10,2% в возрасте от 18 до 24 лет, 30,4% в возрасте от 25 до 44 лет, 26,0% в возрасте от 45 до 64 лет и 11,8% в возрасте 65 лет и старше. Средний возраст жителей составил 36,0 лет. На каждые 100 женщин приходилось 98,5 мужчин. На каждые 100 женщин старше 18 лет приходится 96,6 мужчин.
В 2011 году предполагаемый средний доход домохозяйства в городе составлял 51 082 доллара, а средний доход семьи - 63 045 долларов. Мужчины, работающие полный рабочий день, имели средний доход в размере 43 583 долларов США против 37 155 долларов США для женщин. Доход на душу населения в городе составлял 26 131 доллар. Из населения 14,1% и 9,6% семей находились за чертой бедности, наряду с 21,8% лиц в возрасте до 18 лет и 9,9% лиц старше 65 лет.
| Год    | 1790  | 1800  | 1810  | 1820  | 1830  | 1840  | 1850  | 1860  | 1870   | 1880   | 1890   | 1900    | 1910  |
| ------ | ----- | ----- | ----- | ----- | ----- | ----- | ----- | ----- | ------ | ------ | ------ | ------- | ----- |
| Кол-во | 362   | 557   | 615   | 761   | 877   | 3235  | 13932 | 20107 | 23536  | 32630  | 44126  | 56987   | 70063 |
| Год    | 1920  | 1930  | 1940  | 1950  | 1960  | 1970  | 1980  | 1990  | 2000   | 2010   | 2019   | 2020    |       |
| Кол-во | 78384 | 76834 | 77685 | 82732 | 88282 | 87754 | 90936 | 99332 | 107219 | 109565 | 112637 | 115 644 |       |

| Раса                                           | Процент |
| ---------------------------------------------- | ------- |
| Белые, не испаноговорящие или латиноамериканцы | 74%     |
| Испаноговорящие или латиноамериканцы           | 12%     |
| Чернокожие или афроамериканцы                  | 8%      |
| Азиаты                                         | 5%      |

## Рейтинг
Манчестер часто фигурирует в списках, оценивающих доступность и пригодность для жизни городов США. В 2015 году в опросе на сайте CNNMoney.com (англ.) он занял 1-е место в США для малого бизнеса, а в 2009 году в другом опросе этого же сайта занял 13-е место в списке 100 лучших городов США для жизни и открытия бизнеса. Кроме того, региона проголосовали Манчестере второй Налогового лучших городов в США[что?], уступая лишь в Анкоридже, Аляска. Также в 2009 году «Форбс» журнал занял Манчестер области первое место в своем списке «100 Америке самые дешевые места, чтобы жить». Согласно проекту «Равенство возможностей», опубликованному в 2013 году, Манчестер занял седьмое место среди лучших мегаполисов США с точки зрения мобильности доходов. В 2014 году журнал Forbes включил этот город в топ-5 самых образованных городов Соединенных Штатов.

## Образование
Система государственных школ Манчестера управляется школьным округом Манчестера. В школьном округе Манчестера есть четыре государственные средние школы:
- Манчестерская средняя школа на Западе
- Центральная средняя школа Манчестера
- Манчестерская мемориальная средняя школа
- Манчестерская технологическая школа

В школьном округе Манчестера есть четыре государственные средние школы и четырнадцать начальных школ.

### Частные и чартерные школы
Манчестер обслуживается тремя частными средними школами:
- Средняя школа Тринити (англ.), частная римско-католическая средняя школа
- Деррифилдская школа (англ.), частная школа, обслуживающая с шестого по двенадцатый классы
- Академия Святого Семейства (англ.), небольшая римско-католическая частная школа, обслуживающая с седьмого по двенадцатый классы

В городе есть несколько чартерных школ (англ.):
- Академия основателей, государственная чартерная школа, которая началась в 2014-15 учебном году для детей с 6 по 12 классы
- Создание общественных связей Чартерная школа Манчестерского кампуса, также известная как MC2 (M. C. Squared), государственная чартерная школа с 6 по 12 класс
- Чартерная школа Миллс-Фолс, государственная чартерная школа, предлагающая обучение Монтессори от детского сада до 6-го класса
- Чартерная школа Polaris, государственная чартерная школа, предлагающая начальное образование
- Академия Крейва, государственная чартерная школа в центре Манчестера для 6-12 классов

Другие школы:
- Школа Роберта Б. Жоликера, частная школа специального образования
- Христианские школы горы Сион, неконфессиональная евангельская христианская школа, обслуживающая детский сад до двенадцатого класса
- Академия Святого Бенедикта, католическая начальная школа, обслуживающая детский сад до шестого класса (бывшая школа Святого Рафаэля и региональная католическая школа Вестсайда)
- Школа кардинала Лакруа, католическая начальная школа К–6, объединяющая школу Святого Антония и школу Святого Казимира
- Школа Святой Екатерины Сиенской, приходская начальная школа до 6-го класса
- Региональная средняя школа Святого Иосифа, 7-8 класс региональной католической средней школы

### Послешкольные учебные заведения
Областные высшие учебные заведения, в которых обучается более 8000 студентов, включают:
- Университет Франклина Пирса, кампус Манчестерского филиала
- Гранитный государственный колледж, кампус филиала в Манчестере
- Греко-Американский университет
- Общественный колледж Манчестера
- Массачусетский колледж фармацевтики и медицинских наук, Манчестер, Средний кампус в Нью-Гэмпшире
- Институт искусств Нью-Гэмпшира (ранее называвшийся Манчестерским институтом искусств и наук)
- Колледж Святого Ансельма, расположенный в районе Пинардвилл соседнего города Гоффстаун, но с почтовым адресом в Манчестере и телефонной станцией
- Университет Южного Нью-Гэмпшира на границе между Манчестером и Хуксеттом
- Спрингфилдский колледж в Манчестере
- Университет Нью-Гэмпшира в Манчестере, неотъемлемый колледж Университета Нью-Гэмпшира